# Linden Dollar
De Linden Dollar is de munteenheid die als geld gebruikt wordt door deelnemers aan het computerrollenspel Second Life. Het is geen tastbare munt maar een saldo. Het valutateken van de Linden Dollar is L$ en bestaat uit de 'L' van Linden Research inc., de ontwikkelaar en eigenaar van Second Life, en de $ als dollarteken). De Linden Dollar werd in 2003 ingevoerd; ongeveer een jaar na de opening van deze virtuele werkelijkheid voor het publiek.

## Economische activiteiten binnen Second Life
De Linden Dollars worden gebruikt als ruilmiddel tussen de deelnemers. Er zijn geen bankbiljetten of munten, maar deelnemers zien een teller in de viewer (de Second Life browser) die aangeeft hoeveel saldo hij of zij heeft. 'Rood staan' is in principe niet mogelijk; het kleinste saldo ligt bij L$ 0. Het saldo van anderen is niet zichtbaar. 
Elke transactie wordt opgenomen in een soort kasboek (transactions history), dat de speler ook op de website kan inzien. Deelnemers kunnen instellen of zij bij elke transactie binnen het spel een signaaltoontje (kassageluid) willen horen of niet.
De kleinste denominatie van de Linden Dollar is L$ 1. Er zijn dus geen dollarcenten of halve dollars en dergelijke, en dus ook geen bedragen met cijfers achter de komma.
Met Linden Dollars kunnen avatars verschillende zaken betalen, zoals onder andere huur van land, virtuele goederen, diensten van andere spelers, bouwsels, textures of scripten. Binnen de simulatie kunnen spelers zichzelf laten betalen voor levering van goederen en diensten.
Onder andere door op een object te klikken kan een deelnemer zien of het te koop is, of dat via het object een bedrag betaald kan worden aan de eigenaar ervan (bijvoorbeeld huur of als een soort inworp bij een speelkast). Er verschijnt dan een pop-upmenu waar de speler zelf het gewenste bedrag kan invullen of een vastgesteld bedrag kan betalen.
Via de website van Second Life of in het spel zelf (inworld) kunnen de Linden Dollars gekocht worden, of verkocht worden op de LindeXTM Exchange van Second Life, die bestaat vanaf 2005. Er is een economie binnen en rondom Second Life opgebouwd, waarin geld vanuit de echte wereld verhandeld wordt. Er zijn ook aparte onlinewisselkantoren buiten Second Life om waar Linden Dollars worden verhandeld.
Betalende leden van Second Life krijgen elke maand een toelage ('stipendium') van  L$ 300 bijgeschreven op hun saldo. Gratis leden krijgen geen toelage of huurvrij land, maar kunnen wel de Linden Dollars gebruiken die zij hebben verdiend of hebben ingekocht, bijvoorbeeld met PayPal. Deelnemers met een gratis lidmaatschap kunnen niet direct van Linden Lab grond kopen maar wel van andere simeigenaars.

## Voorbeelden van gebruik
Via de openbare website Secondlife Marketplace, kunnen deelnemers diverse artikelen kopen en verkopen, variërend van kleding tot wapens of vervoermiddelen, textures of scripts, die in het spel kunnen worden gebruikt of eventueel na bewerking opnieuw verhandeld.
Er zijn minigames in Second Life die Linden Dollars uitbetalen, zoals varianten op bingo en exploders, (sploders), die toevallige bedragen uit de pot verdelen onder de inleggers. Een populair spel van en voor gebruikers die proberen Linden Dollars te verdienen is de Fish-Hunt, waarbij spelers een soort jackpot kunnen winnen. Aan dat spel gerelateerd is er ook geld te verdienen door wormen te kweken en te verhandelen aan de vissers.
De ontwikkelaar van de minigame betaalt niet zelf het prijsgeld uit, maar de eigenaar van de minigame in Second Life. Sommige eigenaren plaatsen hun games op eigen land, soms op land van anderen. Dus als een speler iets wint dan gaat er van het saldo van de eigenaar hetzelfde bedrag af en krijgt de speler dat in zijn saldo bijgeschreven.
Land kan door betalende spelers aangekocht en verkocht worden. De hoeveelheid land is gebonden aan 'tiers', die weer te maken hebben met hoeveel een betalende speler aan echt geld in het spel wil steken. Hoe meer tiers men verwerft (bijvoorbeeld met Amerikaanse dollars), hoe meer land men (met Linden Dollars) mag kopen. Land kan trouwens ook verhuurd worden aan andere gebruikers, die daar dan een bedrag voor betalen aan de landeigenaar, bijvoorbeeld per week of maand. Zo kunnen ook de spelers met een gratis lidmaatschap land gebruiken voor hun eigen activiteiten.
Niet alle economische activiteiten waarin veel Linden Dollars omgingen zijn nog toegestaan; gokspelen bijvoorbeeld zijn in Second Life sinds 2007 verboden. Ook met Linden Dollars wedden op gebeurtenissen buiten Second Life, zoals de uitslag van een sportwedstrijd, mag sindsdien niet meer. Toen het gokken werd verboden, gingen veel in Second Life actieve bedrijven failliet, zoals casino's en inworld-banken. Sommige gerelateerde spelletjes konden als behendigheidsspel blijven bestaan.
Verschillende bedrijven adverteren in Second Life en geven dan bijvoorbeeld kleine bedragen in Linden Dollars aan gebruikers die hun advertenties bekijken of hun land bezoeken. Ook kunnen gebruikers Linden Dollars ontvangen als ze advertentieborden op hun land plaatsen.

## Koers van de Linden Dollar
Linden Lab wil de koers ongeveer rond L$ 260 tot L$ 270 tegenover 1 dollar houden. De koers fluctueert en Linden Lab kan deze bijsturen door meer of minder Linden Dollars in het spel te brengen.
De waarde van L$ 1000 ligt grofweg tussen de € 2,50 en € 3,50. Dus voor een euro kan men ruwweg tussen de L$ 300 en L$ 400 krijgen. De koers schommelt, want er gelden net als in het echte leven koersveranderingen die afhankelijk zijn van factoren als de omzet in de virtuele wereld en de waardering in de echte wereld. Hoewel de Linden Dollar in een virtueel spel wordt gebruikt zijn er dus net als bij andere betaalmiddelen ook transactiebanken en koersen en kan de waarde tegen officieel geld worden ingewisseld.

## Rendement voor Linden Lab
Linden Lab als bedrijf verdient aan de omwisselingen van Linden Dollars naar Amerikaanse dollars en omgekeerd: het incasseert zelf bij het aankopen van Linden Dollars transactiekosten van $ 0,30 per aankoop. Er moet per keer voor minimaal $ 2,50 worden omgewisseld. Er is ook een maximum dat kan worden aangekocht. Dat bedrag wordt door Linden vastgesteld aan de hand van het eerdere bestedingspatroon en of de speler bijvoorbeeld een goede creditcard heeft. Als een speler Linden Dollars via LindeX wil verkopen betaalt hij of zij een transaction fee van 3,5% aan het bedrijf. Linden Lab verdient ook aan het premie-lidmaatschap, dat in Amerikaanse dollars moet worden betaald. Hoe meer land een speler 'koopt' (in feite het huren van serverruimte), hoe meer echte dollars hij of zij maandelijks moet betalen.

## Ontwikkeling van de SL economie
Volgens statistieken van Linden Lab ging er in de economie in Second Life in september van 2005 $ 3.596.674 om en in september 2006 zelfs $ 64.000.000. In 2009 groeide de economie met 65% naar $ 567.000.000 en dat is ongeveer een kwart van de hele markt voor virtuele goederen in de Verenigde Staten. Gebruikers van het spel verdienden in 2009 gezamenlijk $ 55.000.000 en dat was 11% groei ten opzichte van 2008. Door de kredietcrisis en geleidelijke terugloop van het aantal actieve spelers werd vanaf 2009 niet meer zoveel verdiend in het spel.